# Beatriz Graciela Mirkin
Beatriz Graciela Mirkin (San Miguel de Tucumán, 9 de agosto de 1955) es una docente y política argentina del Partido Justicialista, que se desempeñó como senadora nacional por la provincia de Tucumán entre 2015 y 2021. Fue diputada nacional por la misma provincia entre 2011 y 2013.

## Biografía
Nació en 1955 en San Miguel de Tucumán en una familia de origen judío. En 1977 se recibió en ciencias de la educación en la Universidad Nacional de Tucumán, ejerciendo la profesión docente. También fue delegada en Tucumán del Sindicato de Amas de Casa de la República Argentina.
En el ámbito público, entre 2003 y 2007 se desempeñó como secretaria general de Políticas Sociales en el Ministerio de Desarrollo Social de la provincia de Tucumán. Entre 2007 y 2011 fue ministra de Desarrollo Social en la gobernación de José Alperovich.
En las elecciones legislativas de 2011, fue elegida diputada nacional por Tucumán, ocupando el segundo lugar en la lista del Frente para la Victoria. Integró las comisiones de Previsión y Seguridad Social; de Asuntos Cooperativos; de Familia, Mujer, Niñez y Adolescencia; de Discapacidad; de Economías y Desarrollo Regional; y de Tercera Edad.
Dejó la Cámara de Diputados en enero de 2013 para regresar al cargo de ministra de Desarrollo Social de Tucumán. siendo aceptada en marzo de 2013, siendo sucedida por la diputada María del Carmen Carrillo.
En las elecciones legislativas de 2015, fue elegida senadora nacional por la misma provincia triunfando su lista con el 57 por ciento de los votos provinciales. Elegida por el Frente para la Victoria, desde 2019 integra el bloque del Frente de Todos.
Integra como vocal las comisiones de Legislación General; de Trabajo y Previsión Social; de Agricultura, Ganadería y Pesca; de Derechos y Garantías, de Medios de Comunicación; de Población y Desarrollo Humano; de Ciencia y Tecnología; Banca de la Mujer y la comisión Administradora de la Biblioteca del Congreso de la Nación.
En 2017 votó a favor de la reforma previsional y en 2018 votó a favor del proyecto de Ley de Interrupción Voluntaria del Embarazo, volviendo a votar a favor del proyecto de 2020.
En el ámbito partidario, es consejera provincial del Partido Justicialista de Tucumán.